# Pieter van Bleiswijk
Pieter van Bleiswijk (ur. w 1724 w Delfcie, zm. 29 października 1790 w Hadze) – polityk holenderski, najpierw pensjonariusz w Delfcie, potem Wielki Pensjonariusz Holandii od 1 grudnia 1772 do listopada 1787.

## Życiorys
Należał do tak zwanej partii Patriotów, zwolenników reform w oparciu o wzory rewolucji amerykańskiej. Głównym przeciwnikiem Bleiswijka był książę Ludwig Ernst z Brunszwiku-Lüneburga-Bevern, znany jako książę Brunszwiku-Wolffenbüttel, główny doradca Wilhelma V. Bleiswijk został zdjęty z urzędu po inwazji pruskich wojsk na Republikę w roku 1787.
W roku 1784 działający z inicjatywy Bleiswijka Jan Carel van der Borch negocjował ze Szwedami układ, na mocy którego Republika Zjednoczonych Prowincji miałaby wypłacać subsydia Gustawowi III, w zamian za 6000 żołnierzy szwedzkich potrzebnych holenderskiemu rządowi. Pieter van Bleiswijk zachorował jednak wtedy, co spowodowało zawieszenie rozmów.